# Reichenbach im Kandertal
Pour les articles homonymes, voir Reichenbach.
Reichenbach im Kandertal est une commune suisse du canton de Berne, située dans l'arrondissement administratif de Frutigen-Bas-Simmental.

## Géographie

Photo aérienne (1952)

Avec 3620 mètres, le sommet du Morgehorn est le point le plus haut de la commune. Le sommet du Schwalmere, 2777 mètres, est un tripoint formé par la rencontre des limites communales de Lauterbrunnen, Reichenbach im Kandertal et Aeschi bei Spiez .

### Transport
Reichenbach est traversé par la route principale 223 Spiez - Kandersteg, qui est une semi-autoroute (sans vignette) entre Spiez et Mülenen.
Certaines petites routes de montagne privées menant à des alpages sont soumises à un péage pour les frais d'utilisation.
- Kiental – Spiggengrund – Unterburg – Eggmatti
- Reudlen – Filzenäbi – Senggi
- Aris – Gehrenen
- Kiental – Ramslauenen
- Kiental – Lengschwendi
- Rufenen – Lengachere

Une vignette communale valable un an permet d'emprunter l'ensemble de ces routes privées (valable aussi pour des parkings) :
En 2010, la route Kiental - Griesalp (de) a été reprise par la commune. Dorénavant accessible sans péage, l'entretien est maintenant assurée par la commune.